# Indice de parité entre les sexes

Pourcentage de pays ayant atteint la parité entre les sexes dans le taux brut de scolarisation, par niveau d'éducation, 2000 et 2017

Publié par l'UNESCO, l'Indice de parité entre les sexes (IPS) est un indice socio-économique  conçu ordinairement pour mesurer l'accès  proportionnel des hommes et des femmes à l'éducation. Il est utilisé par les organisations internationales, notamment pour mesurer les progrès des pays en développement. Par exemple, certains documents de l'UNESCO prennent en compte la parité hommes-femmes en matière d'alphabétisation.
L'UNESCO  décrit les tentatives d'élimination des disparités entre les sexes dans l'enseignement primaire et secondaire et souligne la situation critique des filles dans les pays du tiers monde où l'accès est inégal.
L'IPS est souvent utilisé pour identifier les nations et les régions qui ont besoin de développement économique et d'égalité.
Le Global Gender Gap Report 2022 du Forum économique mondial permet aux utilisateurs de consulter et de comparer les données de l'IPS par pays, de calculer la parité hommes-femmes dans leur propre pays et d'explorer les tendances mondiales.
L'IPC mondial a constamment progressé vers la parité depuis 1980.

## Définition et calcul
L'Institut de statistique de l'UNESCO utilise également une définition plus générale de l'IPS: pour tout indicateur de développement, on peut définir l'IPS relatif à cet indicateur en divisant sa valeur pour les femmes par sa valeur pour les hommes.
Le quotient du nombre de femmes divisé par le nombre d'hommes inscrits à un niveau d'enseignement donné (primaire, secondaire, etc.) est l'IPS est calculé dans sa forme la plus simple.
Un IPS inférieur à un indique que la parité hommes-femmes favorise les hommes, tandis qu'un IPS supérieur à un indique que la parité hommes-femmes favorise les femmes. Plus l'IPS est proche de 1, plus le pays est proche de l'égalité d'accès entre les hommes et les femmes. On considère qu'un pays a atteint la parité entre les sexes lorsque sa valeur IPS se situe entre 0,97 et 1,03.

## Application

### Économie
L'utilisation de l'indice de parité hommes-femmes (IPS) par les économistes permet un suivi et une évaluation complets des progrès économiques d'un pays du point de vue de l'égalité entre les sexes. De nombreux économistes estiment que l'inégalité entre les sexes a des conséquences économiques telles que l'augmentation du chômage, la diminution de la production et une grande inégalité des revenus. Ainsi, le suivi de l'IPS par les organisations internationales, telles que l'UNESCO et la Banque mondiale, permet de discerner les déficits de développement économique dans les nations et les régions qui sont causés par l'inégalité entre les sexes.
Il existe un lien entre les pays à faible revenu et un faible IPS, en particulier dans l'enseignement secondaire et supérieur. Par exemple, de nombreux pays subsahariens à faible revenu présentent des écarts importants entre l'accès des hommes et des femmes à l'éducation.
Le niveau de revenu des ménages est également un facteur déterminant pour l'IPS secondaire et tertiaire. Dans les pays sous-développés comme le Cameroun, la Guinée, le Pakistan et le Yémen, la parité entre les hommes et les femmes existait parmi les 20 % de personnes ayant les revenus les plus élevés, mais les 20 % de personnes ayant les revenus les plus faibles présentaient des niveaux d'IPS peu élevés. Ainsi, les décideurs politiques et autres parties prenantes utilisent l'IPS pour cibler les régions dans lesquelles le développement économique est une cause principale de disparité entre les sexes.

#### Éducation
Dans le domaine de l’éducation, l'IPS est utilisé pour mesurer l'égalité des sexes dans l'accès à l'éducation. Les gouvernements et les organisations internationales telles que l'UNESCO et les Nations unies surveillent l'écart entre les sexes dans l'accès à l'éducation, en utilisant l'IPS pour identifier les secteurs où une intervention est nécessaire pour remédier aux disparités entre les sexes.
Un IPS faible au niveau de l'enseignement primaire est une indication des barrières économiques, culturelles ou autres barrières structurelles qui empêchent les femmes de recevoir une éducation, et un IPS faible au niveau de l'enseignement supérieur est une indication des barrières structurelles qui empêchent les femmes d'accéder à des domaines de carrière spécialisés et avancés.
L'IPS est également utilisé pour mesurer l'égalité en matière d'alphabétisation, notamment par l'UNESCO. Les disparités entre les sexes, en particulier dans l'enseignement primaire, ont un effet considérable sur les taux d'alphabétisation. Par exemple, un faible IPS primaire indique que les femmes d'une nation ou d'une région donnée ne peuvent pas acquérir les compétences de base en matière d'alphabétisation.

## Indice de parité hommes-femmes dans le monde (1970-2020)
| Année | IPS mondial |
| 1970  | 0,8         |
| 1971  | 0,8         |
| 1972  | 0,8         |
| 1973  | 0,8         |
| 1974  | 0,8         |
| 1975  | 0,82        |
| 1976  | 0,84        |
| 1978  | 0,85        |
| 1979  | 0,84        |
| 1980  | 0,85        |
| 1981  | 0,85        |
| 1982  | 0,85        |
| 1983  | 0,84        |
| 1984  | 0,85        |
| 1985  | 0,85        |
| 1986  | 0,87        |
| 1987  | 0,87        |
| 1988  | 0,87        |
| 1989  | 0,88        |
| 1990  | 0,88        |
| 1991  | 0,89        |
| 1992  | 0,9         |
| 1993  | 0,9         |
| 1994  | 0,91        |
| 1995  | 0,91        |
| 1996  | 0,91        |
| 1997  | 0,92        |
| 1998  | 0,92        |
| 1999  | 0,92        |
| 2000  | 0,92        |
| 2001  | 0,93        |
| 2002  | 0,93        |
| 2003  | 0,95        |
| 2004  | 0,95        |
| 2005  | 0,95        |
| 2006  | 0,96        |
| 2007  | 0,96        |
| 2008  | 0,97        |
| 2009  | 0,97        |
| 2010  | 0,97        |
| 2011  | 0,98        |
| 2012  | 0,98        |
| 2013  | 1           |
| 2014  | 1           |
| 2015  | 1           |
| 2016  | 1.01        |
| 2017  | 1           |
| 2018  | 0,98        |
| 2019  | 0,98        |
| 2020  | 0,98        |
|       |             |

## Indice de parité hommes-femmes par pays
| Pays                             | Dernière année de calcul | Valeur la plus récente |
| Afghanistan                      | 2019                     | 0.67                   |
| Albania                          | 2021                     | 1.02                   |
| Algeria                          | 2020                     | 0.97                   |
| Andorra                          | 1983                     | 0.96                   |
| Angola                           | 2018                     | 0.94                   |
| Antigua and Barbuda              | 2019                     | 0.98                   |
| Argentina                        | 2020                     | 1.01                   |
| Armenia                          | 2021                     | 1.01                   |
| Austria                          | 2020                     | 0.99                   |
| Azerbaïdjan                      | 2021                     | 1.01                   |
| Bahrain                          | 2019                     | 0.99                   |
| Bangladesh                       | 2021                     | 1.02                   |
| Barbados                         | 2021                     | 0.97                   |
| Belarus                          | 2021                     | 1                      |
| Belgium                          | 2020                     | 1.01                   |
| Belize                           | 2021                     | 0.96                   |
| Benin                            | 2021                     | 0.93                   |
| Bhutan                           | 2021                     | 1.04                   |
| Bolivia                          | 2020                     | 1                      |
| Bosnia and Herzegovina           | N/A                      | No Data                |
| Botswana                         | 2021                     | 0.98                   |
| Brazil                           | 2020                     | 0.95                   |
| Brunei                           | 2020                     | 1                      |
| Bulgaria                         | 2020                     | 0.99                   |
| Burkina Faso                     | 2021                     | 1.02                   |
| Burundi                          | 2020                     | 1.01                   |
| Cabo Verde                       | 2019                     | 0.94                   |
| Cambodia                         | 2021                     | 0.98                   |
| Cameroon                         | 2019                     | 0.9                    |
| Canada                           | 2020                     | 0.97                   |
| Central African Republic         | 2017                     | 0.77                   |
| Chad                             | 2021                     | 0.8                    |
| Channel Islands                  | N/A                      | No Data                |
| Chile                            | 2020                     | 0.97                   |
| China                            | 2021                     | 1.01                   |
| Colombia                         | 2020                     | 0.97                   |
| Comoros                          | 2018                     | 1                      |
| Congo                            | 2018                     | 0.97                   |
| Costa Rica                       | 2021                     | 0.99                   |
| Côte d'Ivoire                    | 2021                     | 0.95                   |
| Croatia                          | 2020                     | 1                      |
| Cuba                             | 2021                     | 0.98                   |
| Cyprus                           | 2020                     | 0.99                   |
| Czech Republic                   | 2020                     | 1                      |
| Denmark                          | 2020                     | 1                      |
| Djibouti                         | 2021                     | 0.92                   |
| Dominica                         | 2021                     | 0.95                   |
| Dominican Republic               | 2021                     | 0.97                   |
| DR Congo                         | 2020                     | 0.95                   |
| Ecuador                          | 2021                     | 1.02                   |
| Egypt                            | 2019                     | 1.01                   |
| El Salvador                      | 2014                     | 0.96                   |
| Equatorial Guinea                | 2015                     | 0.99                   |
| Eritrea                          | 2019                     | 0.86                   |
| Estonia                          | 2020                     | 1                      |
| Eswatini                         | 2019                     | 0.92                   |
| Ethiopia                         | 2021                     | 0.91                   |
| Fiji                             | 2021                     | 0.96                   |
| Finland                          | 2020                     | 1                      |
| France                           | 2020                     | 0.99                   |
| French Guiana                    | No Data                  | No Data                |
| Gabon                            | 2019                     | 0.97                   |
| Gambia                           | 2021                     | 1.13                   |
| Georgia                          | 2021                     | 1.01                   |
| Germany                          | 2020                     | 1.01                   |
| Ghana                            | 2020                     | 1.02                   |
| Gibraltar                        | 2021                     | 1.07                   |
| Greece                           | 2020                     | 1.01                   |
| Grenada                          | 2018                     | 0.98                   |
| Guatemala                        | 2021                     | 0.98                   |
| Guinea                           | 2020                     | 0.85                   |
| Guinea-Bissau                    | 2010                     | 0.93                   |
| Guyana                           | 2012                     | 0.96                   |
| Haiti                            | 1998                     | 0.97                   |
| Holy See                         | No Data                  | No Data                |
| Honduras                         | 2012                     | 1                      |
| Hong Kong                        | 2021                     | 1.04                   |
| Hungary                          | 2020                     | 0.98                   |
| Iceland                          | 2020                     | 1.01                   |
| India                            | 2021                     | 1.02                   |
| Indonesia                        | 2018                     | 0.97                   |
| Iran                             | 2020                     | 1.06                   |
| Iraq                             | 2007                     | 0.84                   |
| Ireland                          | 2020                     | 1                      |
| Isle of Man                      | No Data                  | No Data                |
| Israël                           | 2020                     |                        |
| Italy                            | 2020                     | 1                      |
| Jamaica                          | 2007                     | 1                      |
| Japan                            | 2019                     | 1                      |
| Jordan                           | 2021                     | 0.99                   |
| Kazakhstan                       | 2020                     | 1                      |
| Kenya                            | 2019                     | 0.97                   |
| Kuwait                           | 2021                     | 1.15                   |
| Kyrgyzstan                       | 2021                     | 1                      |
| Laos                             | 2021                     | 0.97                   |
| Latvia                           | 2020                     | 1                      |
| Lebanon                          | 1985                     | 0.91                   |
| Lesotho                          | 2019                     | 0.95                   |
| Liberia                          | 2020                     | 1                      |
| Libya                            | 2006                     | 0.96                   |
| Liechtenstein                    | 2020                     | 0.97                   |
| Lithuania                        | 2020                     | 1                      |
| Luxembourg                       | 2020                     | 0.99                   |
| Macao                            | 2021                     | 0.98                   |
| Madagascar                       | 2019                     | 1.02                   |
| Malawi                           | 2019                     | 1.03                   |
| Malaysia                         | 2020                     | 1.01                   |
| Maldives                         | 2020                     | 1                      |
| Mali                             | 2020                     | 0.91                   |
| Malta                            | 2020                     | 1                      |
| Mauritania                       | 2020                     | 1.07                   |
| Mauritius                        | 2021                     | 1.02                   |
| Mayotte                          | No data                  | No data                |
| Mexico                           | 2020                     | 1.01                   |
| Moldova                          | 2021                     | 0.99                   |
| Monaco                           | No Data                  | No Data                |
| Mongolia                         | 2021                     | 0.98                   |
| Monténégro                       | 2021                     | 1                      |
| Morocco                          | 2021                     | 0.97                   |
| Mozambique                       | 2020                     | 0.94                   |
| Myanmar                          | 2018                     | 0.96                   |
| Namibia                          | 2021                     | 0.97                   |
| Nepal                            | 2021                     | 0.96                   |
| Netherlands                      | 2020                     | 1                      |
| Nicaragua                        | 2020                     | 0.99                   |
| Niger                            | 2021                     | 0.91                   |
| Nigeria                          | 2019                     | 1.01                   |
| North Korea                      | No Data                  | No Data                |
| North Macedonia                  | 2020                     | 1                      |
| Norway                           | 2020                     | 1                      |
| Oman                             | 2021                     | 1                      |
| Pakistan                         | 2019                     | 0.88                   |
| Panama                           | 2021                     | 0.99                   |
| Paraguay                         | 2015                     | 0.97                   |
| Peru                             | 2021                     | 0.97                   |
| Philippines                      | 2021                     | 0.98                   |
| Poland                           | 2020                     | 0.96                   |
| Portugal                         | 2020                     | 0.99                   |
| Qatar                            | 2021                     | 1.02                   |
| Réunion                          | No Data                  | No Data                |
| Romania                          | 2020                     | 0.99                   |
| Russia                           | 2019                     | 0.99                   |
| Rwanda                           | 2021                     | 0.99                   |
| Saint Helena                     | No Data                  | No Data                |
| Saint Kitts and Nevis            | No Data                  | No Data                |
| Saint Lucia                      | No Data                  | No Data                |
| Saint Vincent and the Grenadines | No Data                  | No Data                |
| San Marino                       | 2021                     | 0.99                   |
| São Tomé and Príncipe            | 2017                     | 0.97                   |
| Saudi Arabia                     | 2021                     | 1.01                   |
| Senegal                          | 2021                     | 1.16                   |
| Serbia                           | 2021                     | 1                      |
| Seychelles                       | 2021                     | 1.03                   |
| Sierra Leone                     | 2021                     | 1.04                   |
| Singapore                        | 2020                     | 1                      |
| Slovakia                         | 2020                     | 1                      |
| Slovenia                         | 2020                     | 1                      |
| Somalia                          | 2007                     | 0.55                   |
| South Africa                     | 2020                     | 0.96                   |
| South Korea                      |                          |                        |
| South Sudan                      | 2015                     | 0.71                   |
| Spain                            | 2020                     | 1.01                   |
| Sri Lanka                        | 2020                     | 1                      |
|                                  |                          |                        |